# Rois
Rois es un municipio español en la provincia de La Coruña, comunidad autónoma de Galicia. Pertenece a la Comarca del Sar y está situado en el sudoeste de la provincia de La Coruña.

## Geografía

### Situación
Integrado en la comarca del Sar, la capital del concejo, Os Dices, se sitúa a 104 kilómetros de la capital provincial. El término municipal está atravesado por la carretera nacional N-550, en el pK 74, por las carreteras provinciales AC-543, que conecta con Brión y Lousame, y AC-301, que se dirige hacia Padrón, además de por carreteras locales que permiten la comunicación entre las parroquias.  
Rois ocupa una superficie de 92,76 km² y se divide en 12 parroquias. La capital municipal es Os Dices, perteneciente a la parroquia de Rois (Rois) y que dista 20 km de Santiago de Compostela. 

### Límites
| Límites del municipio de Rois | Límites del municipio de Rois | Límites del municipio de Rois | Límites del municipio de Rois |
| ----------------------------- | ----------------------------- | ----------------------------- | ----------------------------- |
|                               | Norte: Brión                  |                               |                               |
| Oeste: Lousame                |                               | Este: Teo                     |                               |
| Suroeste Rianjo               | Sur: Dodro                    | Sureste: Padrón               |                               |

### Descripción geográfica

Mapa del municipio de Rois con sus 12 iglesias parroquiales y 3 capillas.

Desde el punto de vista geomorfológico, este municipio tiene dos unidades diferenciadas: la superficie de erosión que ocupa la mitad occidental y la depresión oriental. La primera corresponde a los montes que enlazan con la Sierra del Barbanza, donde están las mayores altitudes, superando en algunos casos los 600 metros; la otra unidad está formada por la cuenca del río Sar y sus afluentes, el Liñares y el Rois, que forman un valle de gran fertilidad. Al noreste, los montes de Oleirón ascienden hasta los 494 metros de altitud en el límite con Brión. 
Su proximidad a la costa, suaviza el clima (11°C de temperatura media anual) e incrementa las precipitaciones (suele superar los 2.000 mm anuales).
- Altitud máxima: 613 metros sobre el nivel del mar, al suroeste, en el pico As Pedras.
- Altitud mínima: 10 metros sobre el nivel del mar, a orillas del río Sar.
- La capital del concejo se alza a 67 metros sobre el nivel del mar.

## Parroquias
Parroquias que forman parte del municipio:
- Aguas Santas[2]
- Buján[2]
- Costa (San Miguel)
- Herbogo (San Pedro)
- Hermedelo[2]
- Leroño (Santa María)
- Oín (Santa María)
- Ribasar (Santa Mariña)
- Rois (San Mamede)
- Seira (San Lourenzo)
- Sorribas (Santo Tomás)[3]
- Urdilde (Santa María)

## Geografía humana

### Demografía
Cuenta con una población de 4395 habitantes (INE 2024).
| Gráfica de evolución demográfica de Rois entre 1842 y 2021                                                            |
| |
| Población de derecho según los censos de población del INE. Población de hecho según los censos de población del INE. |

| 5,791                      | 5,820 | 6,282 | 6,282 | 5,643 | 5,356 |
| (Fuente: [cita requerida]) |       |       |       |       |       |

| 5,216                                               | 5,123 | 5,122 | 5,105 | 5,012 | 4936 | 4871 | 4767 |
| (Fuente: «INE». Consultado el 15 de abril de 2015.) |       |       |       |       |      |      |      |

## Cultura y patrimonio
Algunos de los monumentos más importantes del municipio.

### Construcciones civiles
- Los Hórreos.

Entre el gran número de estas construcciones en el término municipal, dadas sus características, cabe destacar los de Casa do Porto, Campos de Xei, Souto, Liñares y Francelos.

#### Pazos
- El Pazo de Antequeira, en Oín.

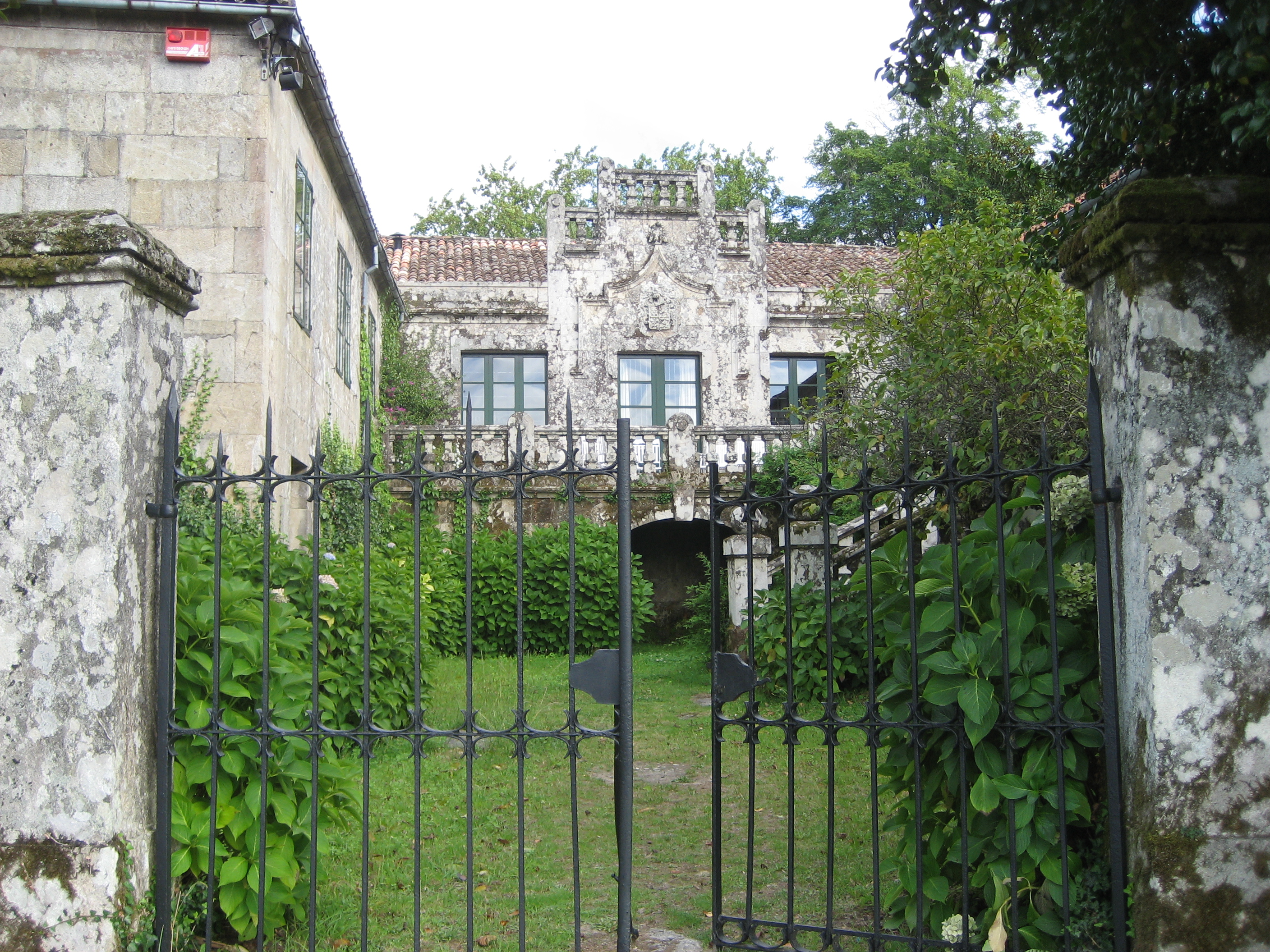
Pazo de Antequeira.

Construido en el siglo XVIII sobre una casa del siglo XV el pazo de Antequeira, se compone de tres cuerpos: dos salientes y uno central con una solana central a la que se accede por una hermosa escalera de piedra.
Junto a él, restaurada recientemente, se encuentra la capilla de San Juan Nepomuceno, de gran interés arquitectónico, abovedada y con un relieve del santo en su fachada.
Su jardín, con buenas especies como camelias, magnolias, hortensias..., se encuentra muy bien conservado, al igual que el propio pazo, propiedad en la actualidad de la familia Rengifo.
- El Pazo do Faramello, en Ribasar.

Situado junto a un río y construido en el siglo XVIII sobre una antigua fábrica de papel, el pazo de Faramello, orientado al poniente sobre una sombreada ladera, cuenta con una hermosa balconada que recorre su fachada occidental y una magnífica obra de cantería.
Su capilla, muy sencilla, fue construida en el siglo XVIII por el señor Cortés en Angueira de Castro.
Su jardín cuenta como elemento destacado con un atractivo paseo a lo largo del río, que es cruzado en distintos puntos por elementales portezuelas de madera.

### Construcciones religiosas

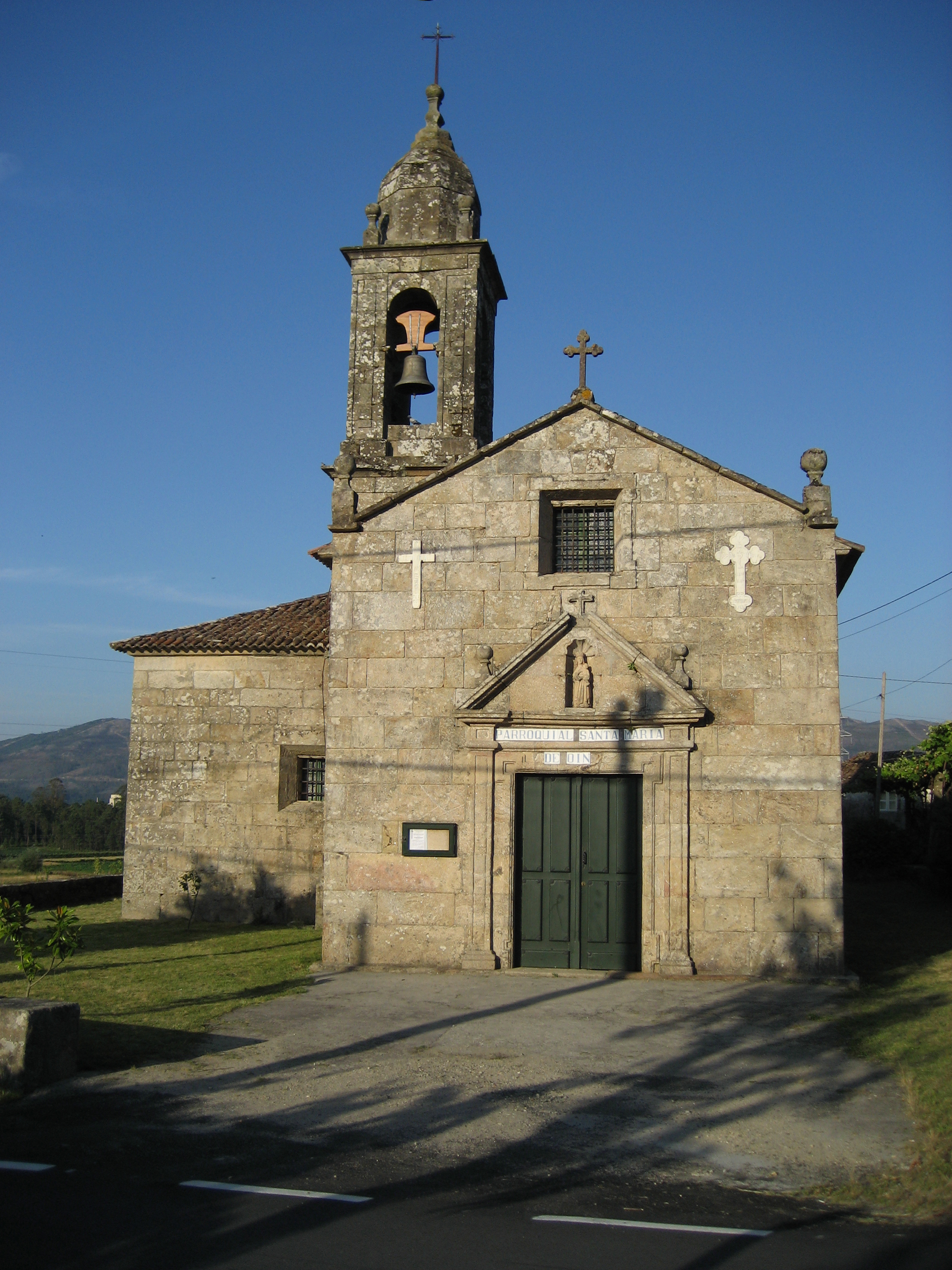
Iglesia de Santa María de Oín.

- Las iglesias de las 12 parroquias.

De entre ellas, dos, la de Leroño y la de San Miguel de Costa conservan aún elementos de arquitectura románica, destacando que la primera fue comenzada a construir a finales del siglo XII.
La mayor parte de las iglesias del municipio fueron, sin embargo, construidas en el siglo XVIII.
- También existen 3 capillas situadas en los lugares de O Aido, Ferreiros y O Soutullo.

- Hay numerosos cruceros, algunos de gran interés, distribuidos por diversos lugares y aldeas, como es habitual en Galicia.

- El Calvario (Vía Crucis) de Sorribas. Es un conjunto de catorce cruces y un cruceiro elaboradas en granito que forman un camino de procesión en las inmediaciones de la iglesia. Según la inscripción del pedestal data de 1698.

### Yacimientos arqueológicos
- Castro Lupario.

Situado en la parroquia de Ribasar en la carretera N-550, entre los kilómetros 10 y 11, pertenece a los ayuntamientos de Rois y Brión siendo uno de los más importantes yacimientos arqueológicos del área de Santiago.
- Castro de Socastro.

Situado en la parroquia de Herbogo a solo 150 metros del lugar de Socastro, ocupa una pequeña meseta, contando con una planta ovalada tendiendo a triangular.
- Castro de Picadizo.

Situado en la parroquia de Buján, a unos 500 metros del lugar de Picadizo, está emplazado en el borde Norte de una pequeña meseta formada entre el río Rois y un riachuelo.
Está cerrado por los lados Norte, Este y Oeste con un terraplén sobre el que aparecen restos del parapeto de piedra.
Se encuentra en buen estado de conservación.

## Política

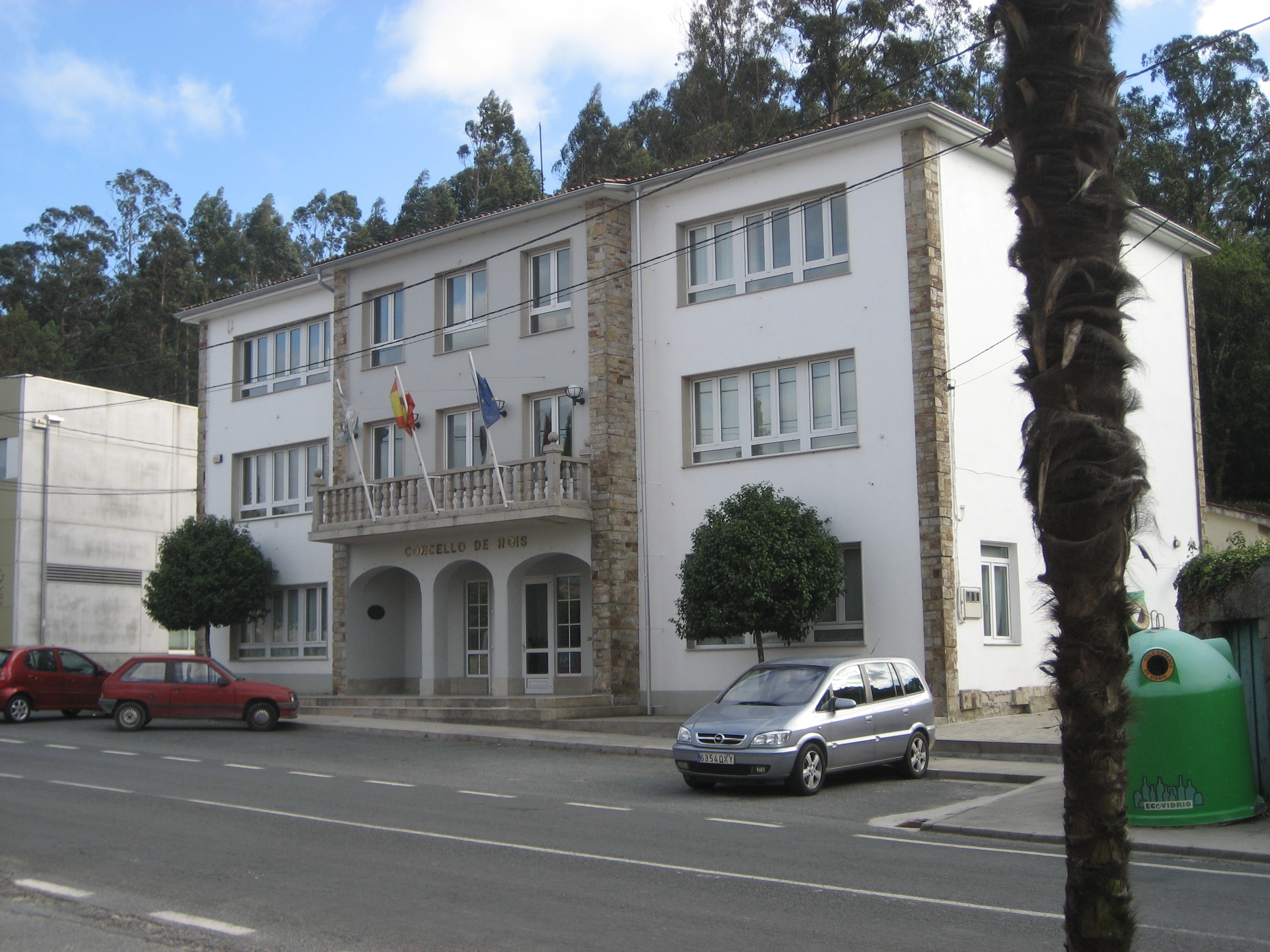
Edificio del Ayuntamiento de Rois, en Samil (parroquia de Oín).

Línea de tiempo de los partidos políticos en el gobierno de Rois desde la aprobación de la Constitución de 1978.
- 1979 Alcalde: Antonio Sóñora Pardal - (UCD)

- 1983 Alcalde: Florentino Cabo Seage - (PSOE)

- 1987 Alcalde: Xosé R. Quintáns Trenco - (AP)

- 1991 Alcalde: Francisco Eiras Leis - (PNG-PG)

- 1995 Alcalde: Enrique José Tojo Blanco - (PP)

- 1999 Alcalde: Enrique José Tojo Blanco - (PP)

- 2003 Alcalde: Xosé Manuel Penas Patiño - (BNG)

- 2007 Alcalde: Ramón Tojo Lens - (PP)

- 2011 Alcalde: Ramón Tojo Lens - (PP)

Corporaciones democráticas en Rois desde la aprobación da la Constitución de 1978.

### Elecciones municipales 2007
| Mesas electorales                                | PP   | BNG | PSOE | PG  | Blancos | Nulos | Total |
| ------------------------------------------------ | ---- | --- | ---- | --- | ------- | ----- | ----- |
| Local Social Eira dos Dices (Oín)                | 323  | 141 | 143  | 29  | 5       | 3     | 644   |
| Local Social Souto de Abaixo (Rois)              | 260  | 90  | 86   | 6   | 8       | 5     | 455   |
| Local Veciñal de Sorribas (Sorribas)             | 335  | 152 | 85   | 27  | 1       | 3     | 603   |
| Local Veciñal do Sisto (O Sisto)                 | 84   | 147 | 60   | 8   | 4       | 4     | 307   |
| Local Social do Codeso (Ermedelo)                | 107  | 30  | 50   | 10  | 3       | 1     | 201   |
| Local Social da Calle (Urdilde)                  | 339  | 182 | 151  | 55  | 13      | 9     | 749   |
| Local Veciñal da Eirexa (Aguasantas)             | 279  | 60  | 86   | 39  | 2       | 5     | 471   |
| Colexio de Educ. Inf. e Prim. do Piñeiro (Buxán) | 105  | 65  | 97   | 23  | 4       | 5     | 299   |
| Total                                            | 1832 | 867 | 758  | 197 | 40      | 35    | 3729  |